# موتوكي تاكاهارا
موتوكي تاكاهارا (باليابانية: 高原 幹) (28 مايو 1993 في آيتشي في اليابان – )؛ هو لاعب كرة قدم سابق كان يلعب كمهاجم.

## وصلات خارجية
- موتوكي تاكاهارا على موقع Soccerway.com (الإنجليزية)
- موتوكي تاكاهارا على موقع عالم كرة القدم.نت (الإنجليزية)